# Filippos Kalogiannidīs
Filippos Kalogiannidīs (in greco Φίλιππος Καλογιαννίδης?; Salonicco, 15 maggio 1994) è un cestista greco.

## Carriera
Con la Grecia under 20 ha disputato i FIBA EuroBasket Under-20 2013.